# Two Guns and a Badge
Two Guns and a Badge è un film del 1954 diretto da Lewis D. Collins.
È un western statunitense ambientato nel Territorio dell'Arizona con Wayne Morris, Morris Ankrum e Beverly Garland.

## Produzione
Il film, diretto da Lewis D. Collins su una sceneggiatura di Daniel B. Ullman, fu prodotto da Vincent M. Fennelly per la Silvermine Productions e girato nell'Iverson Ranch a Chatsworth, Los Angeles, California, nel febbraio del 1954.

## Distribuzione
Il film fu distribuito negli Stati Uniti dal 12 settembre 1954 al cinema dalla Allied Artists Pictures. È stato distribuito anche in Brasile con il titolo Pistoleiro por Equívoco.

## Promozione
Le tagline sono:
- Bitter Saga of the BUSHWACKER BREED...that only hot lead could tame!
- A LAWMAN'S GUNS!...A KILLER'S REPUTATION!
- LONE,SLOW-SPEAKING STRANGER...with a lawman's guns...and a killer's reputation!
- He gave the GUNSLINGERS 24 hours to get out of OUTPOST